# Frente Nacional Democrático (Chile)
El Frente Nacional Democrático fue una coalición electoral chilena formada en 1949.
El grupo, formado por el Partido Socialista Auténtico (PSA), el Partido Radical Doctrinario (PRDo), el Partido Laborista (PLa) y el Partido Democrático del Pueblo (PDP), buscaba darle espacio político al Partido Comunista de Chile (PCCh), que ese año había sido proscrito de la vida pública por la Ley de Defensa Permanente de la Democracia. Se presentó en las elecciones parlamentarias con cada partido por separado, obteniendo solo dos diputados (uno del PSA y otro del PDP) y ningún senador.
Hacia 1950, y luego que el presidente Gabriel González Videla formara una gabinete de "sensibilidad social" con grupos socialcristianos, donde colaboró con las gestiones entre partidos políticos y gremios, el grupo se disolvió. Algunos integrantes pasaron al Frente Nacional del Pueblo, mientras otros se unieron al ibañismo con miras a la elección presidencial de 1952.